# ورپلت
ورپلت (به مجاری:  Verpelét) یک منطقهٔ مسکونی در مجارستان است که در ناحیه اگر واقع شده‌است. ورپلت ۵۳٫۱۸ کیلومتر مربع مساحت و ۳٬۷۸۰ نفر جمعیت دارد.